# Embracing You
Embracing You  ist ein Jazzalbum von Pablo Held. Die zwischen Sommer 2020 und Frühjahr 2021 bei vier verschiedenen Sessions in drei Studios entstandenen Aufnahmen erschienen im Oktober 2021 auf seinem eigenen Label Hopalit.

## Hintergrund
Die Aufnahmen zu diesem Soloalbum fanden während des Lockdowns infolge der COVID-19-Pandemie in Deutschland statt, vom 22. bis 24. Juni 2020 im Kammermusiksaal des Deutschlandfunks in Köln, am 24. Oktober und 6. November 2020 im Studio Lutz, Köln, und am 8. Februar 2021 in den Riverside Studios, Köln.
Neben acht Eigenkompositionen spielte Held Stücke von Thelonious Monk („Ruby My Dear“), Wayne Shorter („Face on the Barroom Floor“), vom Weather-Report-Album Sportin’ Life (1985) und „Bowl Song“ von John Taylor, von dessen ECM-Album Rosslyn mit Marc Johnson und Joey Baron von 2003.

## Titelliste
- Pablo Held: Embracing You (HOPALIT 001)

1. Memorabilia 5:47
2. Ruby, My Dear (Thelonious Monk) 3:36
3. Song Noir 3:04
4. Chronic Romantic 1:38
5. Embracing You 4:41
6. Serenade 3:06
7. Face on the Barroom Floor (Wayne Shorter) 6:22
8. Bowl Song (John Taylor) 2:57
9. Private Eye Blue 2:40
10. Adagio for Nobler Toners 4:54
11. Elsa’s Idea 2:07

Wenn nicht anders vermerkt, stammen die Kompositionen von Pablo Held.

## Rezeption
Pablo Helds Soloalbum umfasst „drei unterschiedliche Situationen, Räume und Wesenszustände, drei verschiedene Jahreszeiten, drei verschiedene Phasen der Corona-Pandemie,“ meinte Sarah Seidel im NDR. Der Künstler sei hier im Spiel auf mehreren Infortumenten, im Spiel auch mit dem Klang der Räume. Entstanden seien elf Stücke mit diversen Texturen, Klängen und Dimensionen. Helds eigene Kompositionen klängen feingliedrig, vielschichtig, mystisch.
Nach Ansicht von Harald Schwiers (Kunstportal-bw) umarmt uns Held in besonderer Weise. Der Pianist verzichte auf seine beiden bestens eingespielten Sidemen Robert Landfermann am Bass und Drummer Jonas Burgwinkel und arbeitete praktisch alleine. Dennoch sei dies kein [herkömmliches] Piano-Soloalbum geworden, denn Held ergänze sein Flügelspiel da und dort durch Mellotron, Celesta und Synthiesounds und erweitere damit das Klangspektrum. Dennoch bleibe Helds feingliedriges und warmes Klavierspiel bestimmend und könne sich letztlich gegen den massiven Anflug meditativer Elemente durchsetzen. Puren Jazz-Liebhabern würden die Interpretationen der Fremdkompositionen (seiner „Säulenheiligen“ Thelonious Monk, Wayne Shorter und John Taylor) Entzücken entlocken, wo der Klangteppich gelegentlich etwas dick werde.